# Château de la Dubrie
Le château de la Dubrie est un château situé à Bressuire dans le département français des Deux-Sèvres.

## Histoire
Le château est inscrit au titre des monuments historiques depuis le 29 août 1991.